# Izolinie

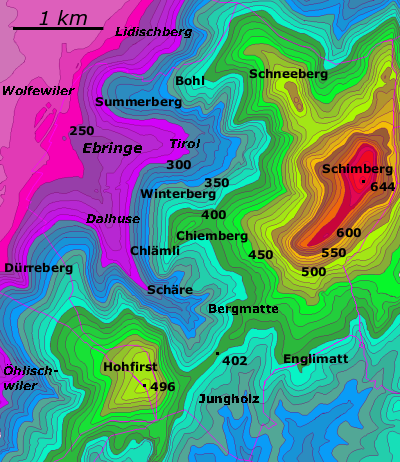
Izohypsy (vrstevnice) jako příklad izolinií spolujících místa se stejnou nadmořskou výškou

Izolinie (z řeckého isos – stejně) jsou druhem liniové mapové značky nebo prvkem některých dalších druhů diagramů. Jsou to čáry na mapě, které spojují místa se stejnými hodnotami dané fyzikální, sociometrické nebo jiné veličiny.
Izolinie se nemohou křížit a jejich vzdálenosti jsou nepřímo úměrné gradientu (směru růstu) daného prvku. Nejznámějším typem izolinie je vrstevnice.
Někdy bývají kombinovány s barevným rozlišením ploch mezi nimi, tzv. izopásem (určité hodnotě nebo rozmezí veličiny přísluší určitá barva, její odstín, sytost, šrafování). Například vrstevnice v mapě bývají někdy kombinovány a nahrazovány hnědými barvami a to pro výše položená místa, žlutými pro níže položená místa a zelenými pro nížiny. Izolinie nebývají znázorněny přímo čarou, ale jsou tvořeny rozhraním mezi plochami. V trojrozměrném prostoru se souhrn míst se stejnými hodnotami čtvrté veličiny nazývá izoplocha.

## Pravé izolinie
Pravé izolinie zobrazují pouze spojité jevy, tj. takové, jejichž hodnoty se bod od bodu mění plynule. Proto se používají téměř výhradně pro znázorňování přírodních jevů: tlaku vzduchu, magnetické deklinace, salinity a podobně. Jednotlivé izolinie mají vlastní názvy, jichž je okolo dvou set (např. ekvideformáty, izotermy, izochrony). Nejznámějšími izoliniemi jsou vrstevnice, vznikají spojením bodů o stejné nadmořské výšce.

## Nepravé izolinie
Kromě pravých izolinií existují ještě tzv. pseudoizolinie neboli nepravé izolinie, znázorňující nespojité jevy. Pseudoizolinie mají pouze význam areálových čar a jejich označování jako izolinií je nesprávné; např. evidentně neplatí, že by na všech bodech ekvidenzity (čáry stejné hustoty zalidnění) žil stejný počet lidí. Lze však říci, že ekvidenzita ohraničuje areál o stejné průměrné hustotě. Pseudoizolinie vznikají interpolací v sekundárním bodovém poli, získaném z kartogramové osnovy, kdy relativní údaj platný pro každý areál přisoudíme jednomu bodovému prvku z tohoto areálu tzv. definičnímu bodu plochy.

## Druhy izolinií
Izolinie se dále dělí na:
- základní
- zesílené
- doplňkové
- pomocné

Vlastnosti těchto druhů izolinií závisí na zobrazovaném jevu.
Podle umístění lze izolinie dělit na:
- izolinie v mapě
- izolinie v grafu

## Konstrukce izolinií
Pro konstrukci izolinií používáme obvykle interpolací lineární, tj. úseky mezi jednotlivými body rozdělujeme pravidelně. Příslušné okrouhlé hodnoty můžeme získat výpočtem nebo graficky. Můžeme k tomu použít milimetrového papíru nebo dvojice trojúhelníků. Existuje též speciální přístroj – interpolátor; v něm lze posunovat fólií potištěnou nomogramem tak, abychom mohli nastavit příslušný počet dílků na měřítku.
Izolinie se vždy konstruují pro zaokrouhlené hodnoty v určitém, předem stanoveném intervalu. Velikost hodnoty se udává číselným popisem izolinií. Často není udána přímo, nýbrž vyplývá z barevného nebo jiného odlišení ploch mezi sousedními izoliniemi. Plochy mezi izoliniemi se nazývají izoplety a jsou analogií metody hypsometrie.
Předběžnou neznalost spádových poměrů zobrazované plochy při interpolaci izočar nahrazujeme topografickým citem, neboť průběh statistických ploch je, v porovnání s terénem, zpravidla poklidný, bez zlomů a prudkých spádů. Byla vyvinuta i řada algoritmů, úspěšně řešících interpolaci a kresbu izočar pomocí počítačů.

## Historie izolinií
1584 – Peter Bruinss mapa (graf) s liniemi spojujícími místa se stejnou hloubkou – mapa nebyla publikována
1701 – Edmund Halley publikoval mapu Atlantského oceánu s izoliniemi míst se stejnou magnetickou deklinací (původně tzv. Halleian lines)

## Jiné čáry v mapách
Kromě uvedených druhů čárových značek, dělených podle účelu, se v mapách používají některé další čáry, které lze těžko někam jednoznačně zařadit. Tak např. čáry souřadnicových sítí sice spojují místa stejných hodnot (např. zeměpisné šířky) a čáry mapového rámu ohraničují území zobrazené na mapě, není však běžné chápat první jako izolinie a druhé jako areálové značky.

## Příklady izolinií
- Hloubnice (izobata)
- Izalobara
- Izalohypsa
- Izalolinie
- Izaloterma – spojnice míst se stejnými změnami teploty
- Izamplituda – spojnice míst se stejnými rozdíly krajních hodnot nějakého jevu, zejména teploty vzduchu, nebo středních hodnot nejteplejšího a nejchladnějšího měsíce v roce
- Izanomála – spojnice míst se stejnými hodnotami anomálií (např. magnetické)
- Izlumchrona – spojnice míst stejné délky osvětlení pro určitý časový interval
- Izentropa
- Izoamplituda – spojnice míst se stejnými rozdíly krajních hodnot nějakého jevu, zejména teploty vzduchu, nebo středních hodnot nejteplejšího a nejchladnějšího měsíce v roce
- Izoanomála
- Izoatma – spojnice míst stejného výparu
- Izoaurora – spojnice míst se stejnou četností výskytu polární záře
- Izobara
- Izobáza – spojnice míst se stejnou intenzitou epeirogenetických pohybů, izolinie zdvihů se nazývají izoanabáze, izolinie poklesů izokatabázy
- Izoblaba – spojnice míst stejných škod při zemětřesení
- Izobronta
- Izocerauna
- Izodensa – spojnice míst se stejnou hustotou
- Izodiafora – spojnice míst se stejnými rozdíly skutečného tlaku vzduchu v lednu a červenci
- Izodiafora
- Izodóza
- Izodrosoterma
- Izodynama – spojnice míst stejné intenzity magnetismu
- Izoecho
- Izofema
- Izofena – spojnice míst se stejným začátkem fenologické fáze
- Izofota – spojnice míst stejné intenzity osvětlení krajiny, plochy nebo světlosti oblohy
- Izofytochrona
- Izogama – spojnice míst stejných tížnicových odchylek
- Izogeoterma
- Izoglacihypsa – spojnice míst se stejnou nadmořskou výškou klimatické sněžné čáry resp.počínajícího zalednění
- Izoglosa
- Izogona – spojnice míst se stejnou magnetickou deklinací; v angl. literatuře značí izogony spojnice míst se stejnými směry větru, pro znázornění deklinace je rezervován termín izogonály
- Izogrády
- Izograma
- Izohalina – spojnice míst se stejnou slaností mořské vody v určité hloubce
- Izohélie – spojnice míst se stejnou dobou slunečního svitu
- Izohumida
- Izohydrohypsa
- Izohydropieza
- Izohyeta
- Izohygromena – spojnice míst se stejným počtem humidních resp. aridních měsíců v roce
- Izohygroterma
- Izohyomena
- Izochalaza – spojnice míst se stejným počtem krupobití za určité období
- Izochasma
- Izochimena – spojnice míst se stejnými středními zimními teplotami, pro letní teploty jsou zavedeny izotery
- Izochiona – spojnice míst se stejnou tloušťkou sněhové pokrývky; někdy se používá i pro vyjádření délky trvání sněžného pokryvu, četnosti sněhových srážek nebo výšek sněžné čáry (také ekvinivaly a izolacihypsy)
- Izochrona
- Izoklina – spojnice míst, ve kterých má rodičovská funkce stejný spád bez ohledu na počáteční podmínky
- Izokona
- Izokoniorta
- Izokontinentála
- Izokosta – spojnice všech kombinací výrobních faktorů, které jsou maximálně dostupné při daných celkových nákladech
- Izokvanta – spojnice všech kombinací výrobních faktorů, které vyrobí stejný objem produkce
- Izolumchrona
- Izoluxa
- Izomegáta – spojnice míst stejným středních rozměrů sedimentárního materiálu
- Izomena – spojnice míst se stejnými středními měsíčními teplotami
- Izomera – spojnice míst se stejnými podíly srážek určitého měsíce na celkovém množství ročních srážek
- Izomonima – spojnice míst stejného trvání teploty nad nebo pod určitou mezí
- Izonefa – spojnice míst stejným stupněm oblačnosti
- Izonifa
- Izonotida – spojnice míst téhož dešťového faktoru
- Izoohma
- Izoombra
- Izopacha – čáry spojující místa stejných mocností geologické vrstvy
- Izopauza
- Izopieza
- Izopira – spojnice míst stejné srážkové kontinentality (také izokontinentály)
- Izopleta
- Izopluvie
- Izopora – spojnice míst se stejnými ročními změnami magnetické deklinace nebo jiného geomagnetického elementu
- Izopykna – spojnice míst stejné hustoty vzduchu nebo vody
- Izorhachie – spojnice míst se stejnými počátky přílivu
- Izoryma – spojnice míst se stejným počtem mrazových dní
- Izorypa
- Izoseista
- Izosféra
- Izostera
- Izotacha
- Izotalantóza
- Izotendence
- Izoterma
- Izovapora
- Izovela – spojnice míst se stejnou rychlostí proudění vzduchu
- Izovola
- Sněžná čára
- Vrstevnice (Izohypsa)